# Comunità ebraica di Mineo
(Giovanni Di Giovanni, 1748)

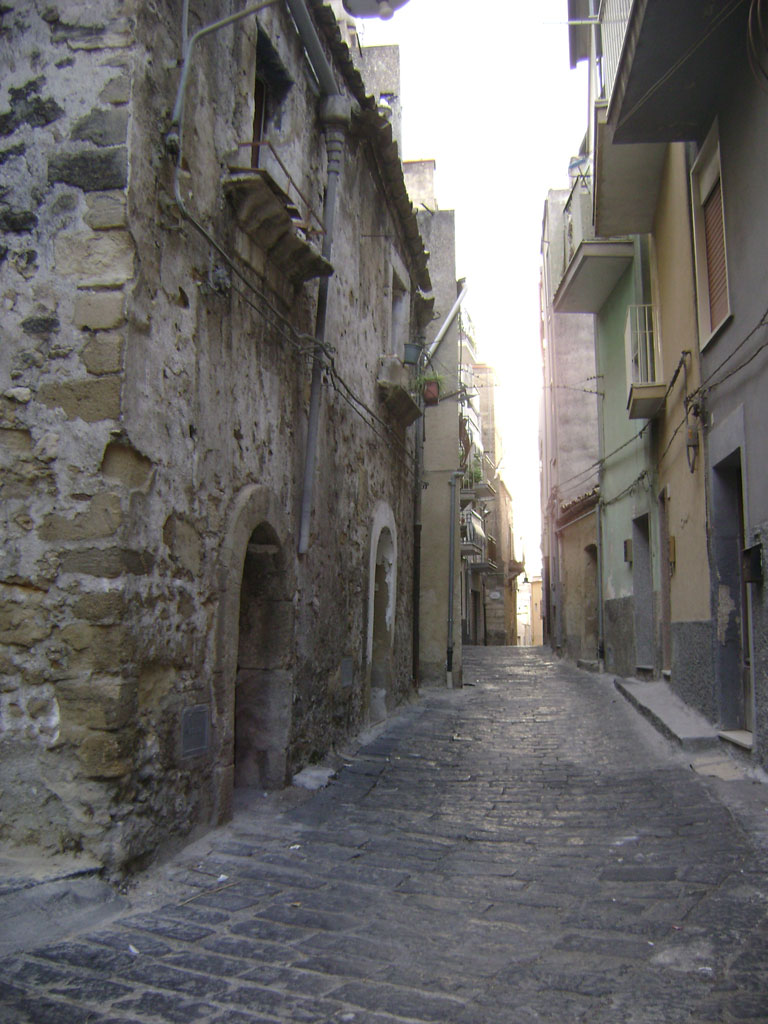
La Pusterna dei giudei

Nel comune di Mineo in provincia di Catania fino al 1492, anno dell'espulsione dai domini controllati dalla corona spagnola, era presente una comunità ebraica insediata nel rione definito Pusterna.
Non si hanno dati certi della nascita della comunità ebraica di Mineo. È certo che tra XIV e XV secolo quella di Mineo è una delle giudecche più attive della Sicilia. 
Alcuni medici ebrei menenini appartenenti alla famiglia dei Sosen vennero esonerati dal pagamento delle imposte. Beneficiari furono: Vita (o Vito) de Sosen (1361), Bulfarachio de Sosen (1392), e Josep de Sosen (1425). 
Nel corso del Quattrocento, infatti, la comunità è coinvolta in alcuni episodi rilevanti: nel 1455 (sotto il re Alfonso V il Magnanimo) ebrei menenini furono coinvolti in un tentativo di fuga di giudei siciliani verso Gerusalemme, nel 1481 un pogrom antisemita, pare incruento, causa le proteste dei rabbini locali. Gli ebrei menenini furono espulsi a seguito del bando emesso da Ferdinando II d'Aragona nel marzo del 1492; per il Regno di Sicilia il termine venne prorogato al 18 settembre. Nella prospettiva della partenza dal Regno, nell'agosto del 1492, alcuni ebrei menenini chiedono al viceré don Ferdinando d'Acugna (Acuña) protezione per potersi recare nella vicina Militello in Val di Catania per riscuotere un debito. 
Dopo l'espulsione degli ebrei non convertiti dalla Sicilia (10-15% della popolazione dell'isola), a Mineo rimangono pochi neofiti oggetto comunque di persecuzioni e diffidenze. Tra il 1520 e il 1535 (dati molto parziali) su una popolazione di circa 8 000 abitanti, a Mineo furono condannate perché criptogiudee 24 persone; di queste 12 furono bruciate vive, le altre in effigie

## Caratteristiche socio-economiche
Le informazioni più preziose sulla vita quotidiana della giudecca ci vengono dai regesti degli atti del notaio Pellegrino (1428-1431). 
Sulla base di questi regesti, Gaetano Calabrese individua (almeno) 44 nuclei familiari: compaiono 68 individui di cui 4 donne. Sembra (anche per via dei privilegi e delle protezioni accordate dai reali) una comunità economicamente dinamica e inserita in una “fitta e diversificata rete di scambi”. 
La comunità, ovviamente, non è un'entità compatta: a fronte di alcuni ricchi imprenditori Chayrono Saraceno e Chay de Cuttunario), ci sono operai e braccianti che locano la loro opera in trappeti e campi. Le differenze di condizione economiche facilitano tensioni all'interno e all'esterno della giudecca, soprattutto all'atto di assolvere alle richieste economiche del governo, anche perché non tutti gli ebrei sono soggetti alla gisia, alcuni sono esentati (ad esempio i medici, non solo i Sosen ma anche Yenchiele de Saddiconi [1386], Josep Sala [1404] e Moyse Salamone [1441]).
I giudei menenini si occupavano prevalentemente di artigianato (lavorazione di pelli e tessuti), agricoltura (non era loro vietato possedere terreni) e commercio di prodotti agricoli (olio di lino, canapa, grano, orzo, vino e mosto ecc.) e di bestiame (muli, asini e cavalli in prevalenza). La prosperità e la mobilità della comunità menenina è attestata dal etnonimo da Mineo utilizzato da ebrei di molte altre giudecche siciliane: Trapani, Catania, Ragusa ecc. Tra queste personalità spiccano i medici.
A tale riguardo basti ricordare la dinastia dei Sosen (o Xusen o Susen, originari di Susa in Tunisia) di Mineo (seconda metà del XIV secolo), il medico donna Bella di Paja, «abilitata all'esercizio della chirurgia in tutte le terre della Camera Reginale e nelle grazie della regina Bianca» (prima metà del XV secolo), Verdimura de Medico ecc..
“I contratti di permuta descrivono case addossate a sviluppo verticale (seminterrato, sala voltata, sottotetto) allineate in un tessuto urbano di tradizione araba con una viabilità gerarchizzata, che si conclude in vicoli ciechi e cortili”.

## La giudecca di Mineo
La presenza di una giudecca a Mineo è espressamente menzionata in due carte notarili del 1428 e 1433, nelle quali compare l'indicazione toponomastica di “Contrada della Pusterna dei Giudei”. 
Pur non esistendo un ghetto (gli ebrei possono risiedere ovunque vogliano), Per esigenze pratiche e di culto, la comunità si era raggruppata in prevalenza nella zona sottostante la Chiesa di Sant'Agrippina, nell'attuale rione Pusterna (cioè Pusterla) in prossimità di una delle porte della città (probabilmente la quinta porta edificata in epoca araba).
Questo fatto è avvalorato anche dalla toponomastica cittadina attuale (nel quartiere esiste Via Ebrei e Cortile Ebrei).
Gli ebrei, però, non abitavano obbligatoriamente nel rione, una parte della città relativamente insalubre, esposta a nord e coperta a sud dal colle del quartiere Sant'Agrippina. Altri, i più ambienti, come visto, risiedevano in altri quartieri (ad esempio Vituccio de Chayrono a San Pietro).

## La sinagoga di Mineo
Le ricerche sulle mura medievali di Mineo, condotte da Sebastiano Aiello, hanno portato a rintracciare i resti della sinagoga tardomedievale nella giudecca (tra via Sopra Marino e via Ebrei), 

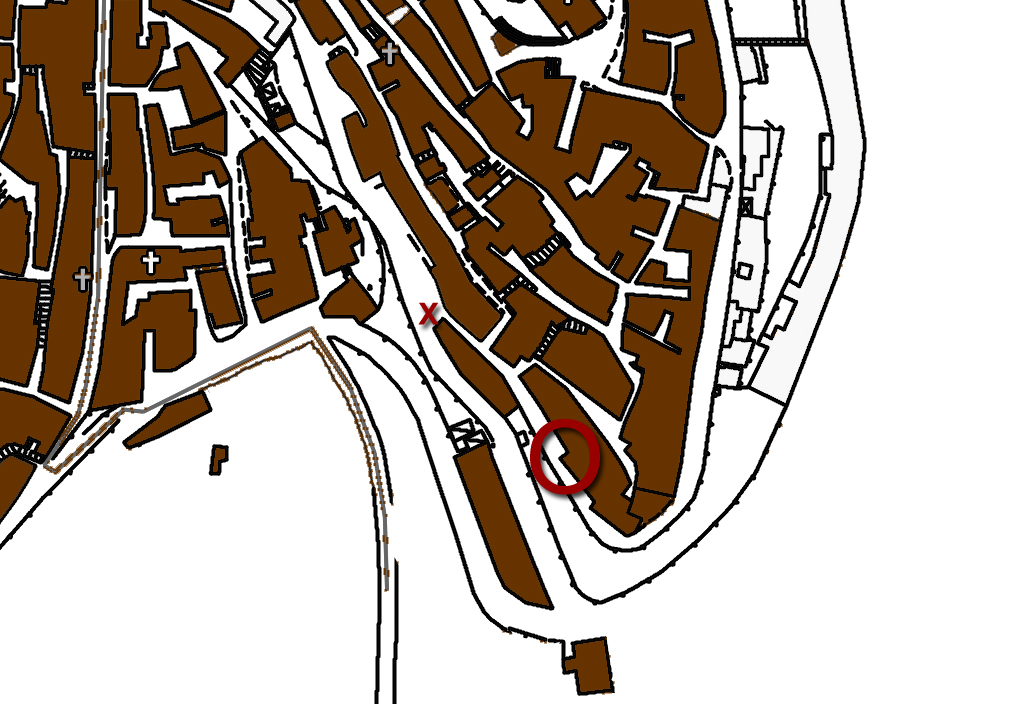
Localizzazione della mischita di Mineo (la "x" indica un pozzo pubblico come dal Catasto Borbonico del 1843)

 in locali di proprietà privata attualmente adibiti a magazzino agricolo.
A seguito di approfondimenti e rilievi metrici, la natura del ritrovamento è stata avvalorata da parte dello studioso Aldo Messina e dell'esperto israeliano, Shlomo Simonsohn. 
A Mineo l'edificio della sinagoga o nell'uso siciliano ‘'mischita'’, si trova a nord-ovest della città in un quartiere periferico nella zona bassa dell'antico abitato medioevale. L'edificio confina con un'area di grande interesse storico e archeologico, che comprende: il Ninfeo una fontana-ellenistica monumentale dedicata alle divinità dell'antica Grecia risalente al III e IV secolo a.C. L'area si sviluppa sotto l'arteria principale che collega il centro storico con il quartiere di S. Agostino nei pressi delle antiche mura urbiche realizzate con tecnica pseudoisodoma, dove sorgeva una delle quattro porte d'ingresso della città, “Porta Udienza”. Le possenti mura che tracciano il profilo di difesa, si collegano con i ruderi della Torre Zimbone, interrotti dai bastioni sporgenti di forma semicircolare trasformati nel periodo bizantino. L'area confina con il quartiere “Rabato”, dall'arabo رباط (ribāṭ), luogo dove si producevano artigianalmente prodotti ceramici in terracotta, per stoviglie e accessori affini per l'edilizia.

L'edificio della sinagoga, definita secondo l'uso delle comunità giudaiche di Sicilia “mischita”, è espressamente menzionato in due lettere regie del 1416 e del 1417 , dove si menziona per la prima volta l'esistenza di una sinagoga. 

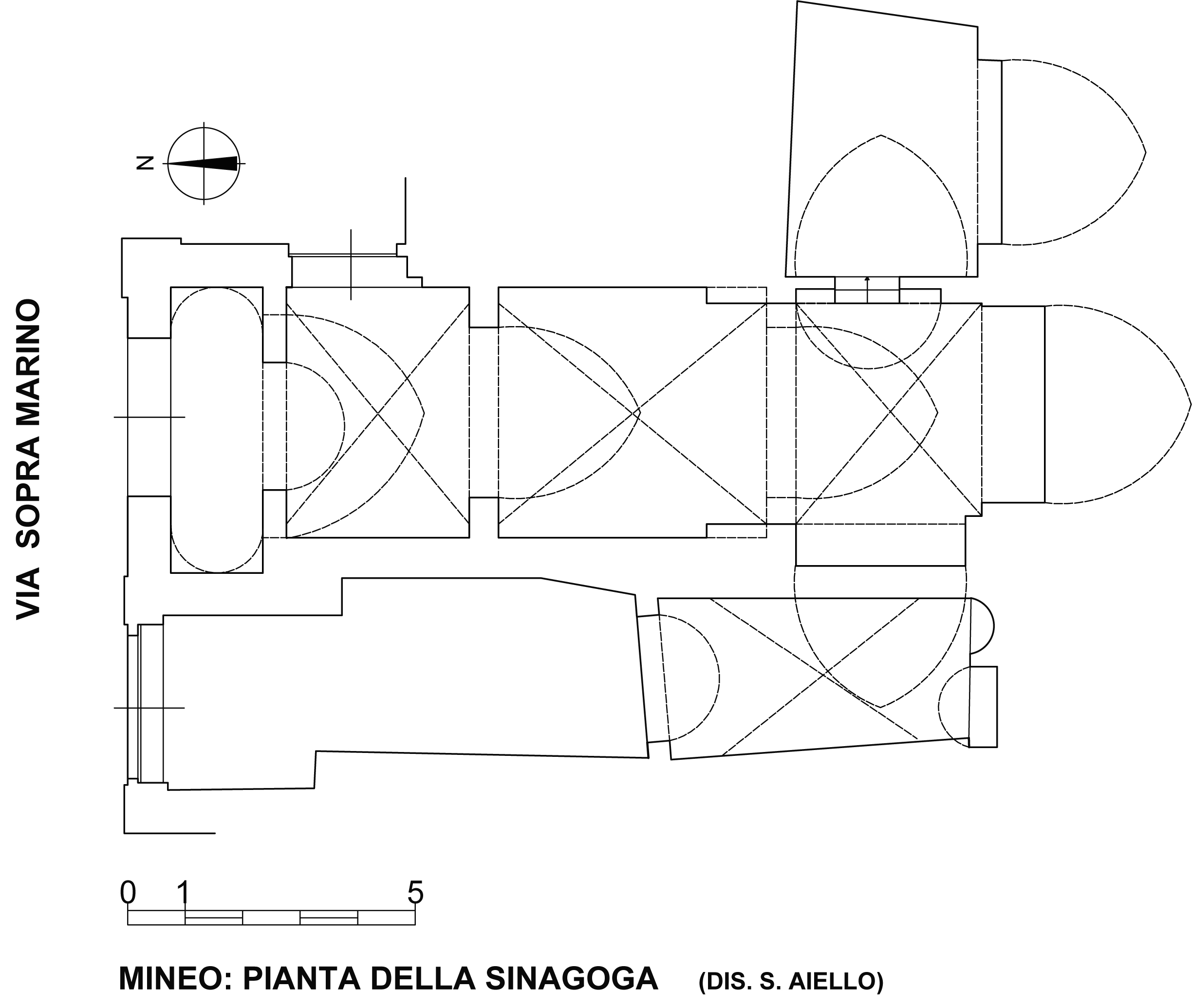
La mischita di Mineo

“L'edificio, oggi utilizzato come magazzino e in parte modificato, doveva aprirsi su un cortile in cui si dovevano disporre i servizi della comunità (scuola, macello, bagno rituale femminile, cimitero fuori le mura)” con la presenza di pozzi per l'acqua corrente che servivano per le abluzioni (mikveh). Da altri scavi, durante lavori di manutenzione fognaria, a poca distanza dalla ‘'mischita'’, sono state rinvenute tracce di ossa caprine. In tutta l'area sono stati trovati frammenti ceramici di vasellame vario e protomaiolica del XIII sec. Questo ritrovamento attesterebbe la presenza della sinagoga nella piazza dei giudei con i servizi con il macello caraite (costituito dai gruppi ebraici che professavano il Caraismo, i quali praticavano il rituale della scannatura); infine il rinvenimento di una scodella di protomaiolica del XIII secolo con decorazione in bruno a foglie cuorifori (foglia di Pipal - Ficus religiosa), motivo introdotto in Sicilia dagli arabi d'Africa. Il materiale rinvenuto testimonia come la comunità ebraica di Mineo intrecciava rapporti commerciali con altre città dell'Isola.

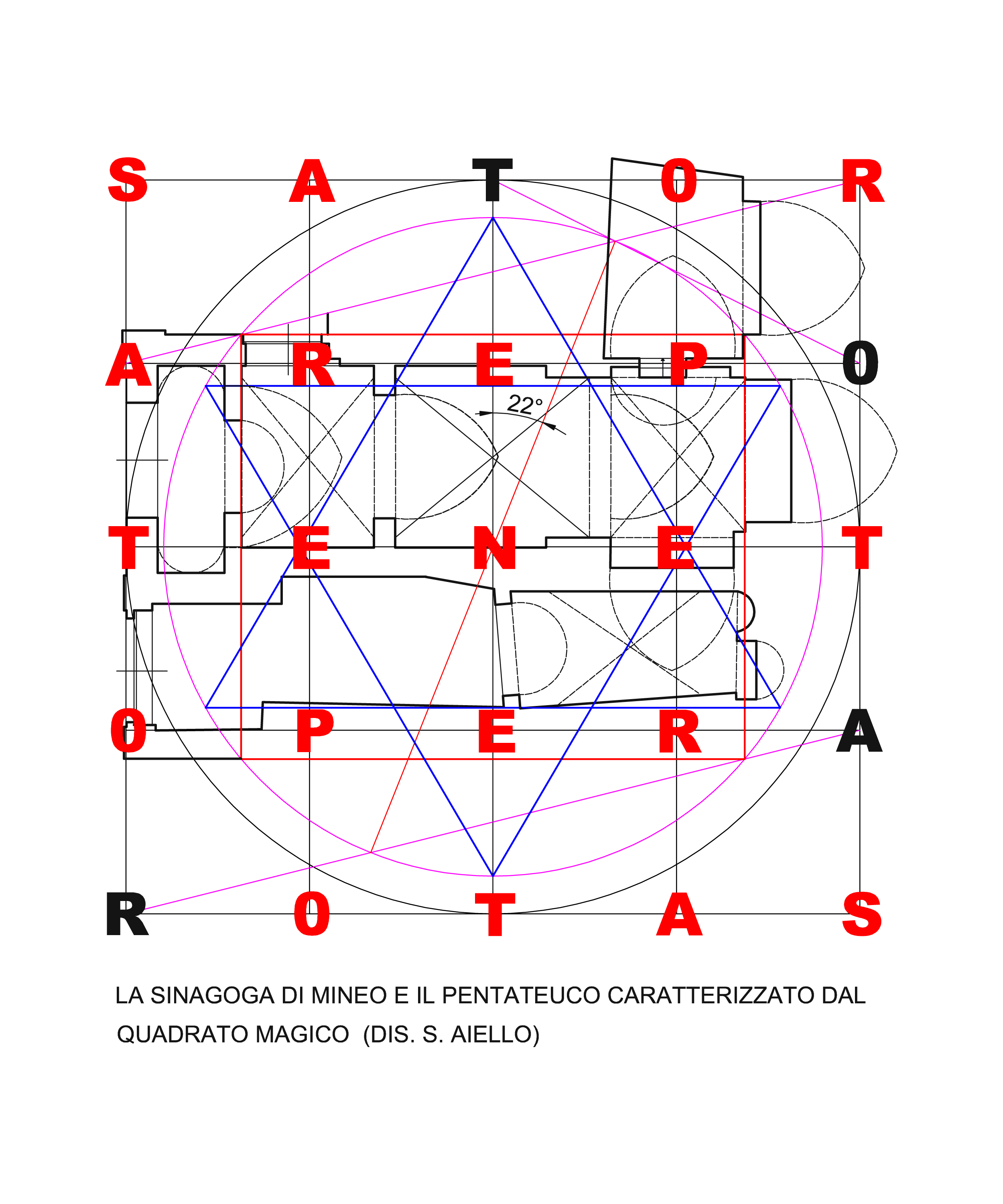
La mischita e il ‘’Sator’’

Secondo lo studioso Sebastiano Aiello, l'edificio della sinagoga di Mineo viene costruito secondo schemi architettonici contenuti nel quadrato magico del Sator nella tradizione dei caraiti di Kenesah non rabbiniche, seguendo l'orientamento nord-sud e non verso Gerusalemme.
L'edificio ha forma compatta, divisa in due parti autonome e di grandezza difforme: quella sinistra, fornita di un ricco vestibolo, era destinata agli uomini, la seconda alle donne”.
Alla parte riservata alle donne (la peggio conservata con un andamento a corridoio) si accedeva da una porta esterna. In fondo c'era il tavolo (lo shulhan), su cui veniva posta la Bibbia che ogni donna doveva baciare appena entrata nell'edificio. Il lato sinistro per un tratto era diviso da una griglia in legno da quello degli uomini; entrambe le parti erano arredate da banchi per la lettura. 
La sezione degli uomini, meglio conservata, si articola in tre campate, con volte a crociera, intervallate da archi ogivali discretamente conservati. Qui si susseguivano strutture lignee di separazione, banchi per gli anziani, posti in piedi e in fondo e, rialzata di alcuni gradini, l'arca santa con i rotoli della Torah, tavoli dei lettori e un altro vano a sinistra dove si conservavano i testi sacri.
Un vestibolo accoglieva l'ingresso sul lato nord, disponendo sul lato sinistro a est una porta principale d'ingresso, orientata in direzione di Gerusalemme. 
“La sinagoga o “mischita” assume un aspetto mimetico o dell'attendamento, indifferente ai luoghi; le cui ragioni vanno ricercate nell‘abolizione dei modelli arcaici. Agli ebrei viene negato l'altare per i riti sacrificali. Con la distruzione il Tempio di Salomone (70 d.C.)viene negato per sempre il senso urbano dello spazio. Per certi versi, il Tempio sta alla proiezione della città celeste come la sinagoga sta alla giudecca. Il modello della centralità usato dalla chiesa cristiana è assente nella sinagoga che assume il compito di spazio per i servizi, casa che ospita e non domina, accoglie, protegge, è il luogo dove si esercita un culto. L'edificio è privo di fuoco fisso, l'aron è spesso mobile, su ruote, e il centro è sostituito dall'asse longitudinale in cui si dispone l'assemblea in modo ortogonale. L'interno della sala durante le funzioni diventano ritualità privata: dello scialle, la tovaglia, il candelabro, le mani sugli occhi durante la preghiera.”